# Michael Bloomberg
Michael Rubens Bloomberg (Boston, 14 de fevereiro de 1942) é um empresário, político e filantropo norte-americano. Fundador da Bloomberg L.P., uma empresa de tecnologia e dados para o mercado financeiro, se tornou uma das personalidades mais ricas do mundo, com uma fortuna estimada de US$ 60,1 bilhões. Posteriormente, entrou para a política e foi eleito prefeito de Nova Iorque por três mandatos consecutivos, de 2002 a 2014. Em 2019, anunciou sua candidatura à nomeação democrata para a eleição presidencial norte-americana de 2020.
Bloomberg cresceu em Medford, Massachusetts e estudou na Universidade Johns Hopkins e na Harvard Business School. Iniciou sua carreira no banco de investimentos Salomon Brothers antes de criar sua própria empresa em 1981. Nas próximas duas décadas, além de cofundador, também presidiu e ocupou o cargo de CEO da Bloomberg L.P., mantendo o controle acionário da empresa, o que lhe garantiu em 2019 a posição de 9ª pessoa mais rica do mundo.
Em 2001, Bloomberg foi eleito prefeito de Nova Iorque, à época filiado ao Partido Republicano, a qual passou a integrar após pertencer ao Partido Democrata durante toda a vida. Foi reeleito em 2005 e, após mudança na legislação municipal, candidatou-se como independente, mas com apoio dos republicanos, a um terceiro mandato em 2009, sendo novamente reeleito. Em 2016, descartou uma candidatura à presidência, mas decidiu disputar a nomeação democrata para a eleição de 2020, citando como prioridade derrotar o presidente Donald Trump. Em março de 2020, após obter maus resultados na Super Terça, desistiu de sua candidatura e declarou apoio a Joe Biden.
Como signatário do The Giving Pledge, Bloomberg também se tornou um filantropo, doando cerca de US$ 9,5 bilhões de sua fortuna para causas como o combate à violência armada e ao aquecimento global, bem como para instituições educacionais. Bloomberg ainda atuou como presidente do conselho de administração de sua alma mater, a Universidade Johns Hopkins, de 1996 a 2002.

## Origens e educação
Bloomberg nasceu no Hospital St. Elizabeth, em Brighton, um bairro de Boston, Massachusetts, em 14 de fevereiro de 1942, sendo filho de William Henry Bloomberg (1906–1963), um contador de uma empresa de laticínios, e Charlotte (Rubens) Bloomberg (1909–2011). O Bloomberg Center na Harvard Business School foi assim designado em homenagem a William Henry. O avô paterno de Bloomberg, Alexander "Elick" Bloomberg, era um imigrante da Rússia. Já seu avô materno, Max Rubens, era um imigrante do que é hoje a Bielorrússia.
Nascido em uma família judaica de classe média, Bloomberg integrou o Templo Emanu-El em Manhattan. A família viveu em Allston até seus dois anos de idade, quando se mudaram para Brookline, Massachusetts, pelos próximos dois anos. Quando os agentes imobiliários rejeitaram vender uma casa para uma família judia, sua mãe convenceu o advogado irlandês da família a comprar uma casa e revendê-la em seguida em Medford, subúrbio de Boston, onde se estabeleceram e Bloomberg morou até depois de se formar na faculdade. Na juventude, praticou o escotismo, chegando ao posto de Eagle Scout.
Bloomberg estudou na Medford High School, onde integrou o grupo de debates. No último ano do ensino secundário, foi descrito por seus colegas no anuário da escola como "argumentativo". Após concluir o ensino médio em 1960, matriculou-se na Universidade Johns Hopkins, onde se juntou à fraternidade Phi Kappa Psi, presidindo tanto a fraternidade quanto sua classe. Em 1962, quando estava no segundo ano, construiu o traje do mascote da universidade (o gaio-azul). Não foi convocado para servir na Guerra do Vietnã por conta de seus pés chatos. Em 1964, concluiu sua graduação como bacharel em engenharia elétrica, com uma nota média de "C". Em 1966, obteve o título de Master of Business Administration pela Harvard Business School.

## Carreira empresarial

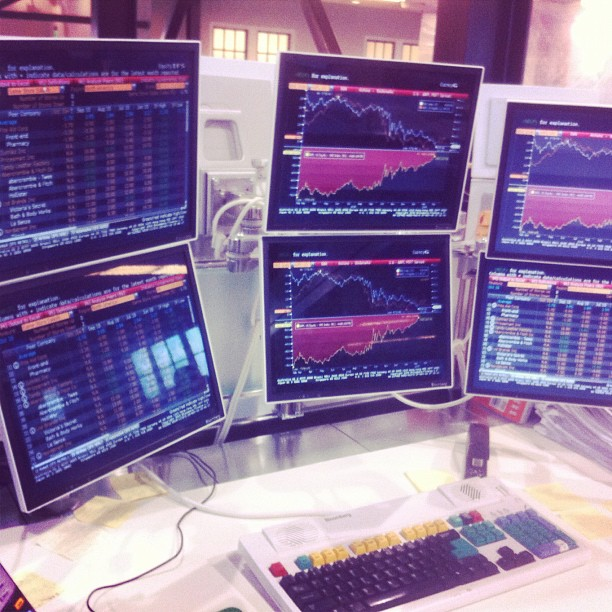
Um Terminal Bloomberg com seis monitores, em 2012.

Em 1966, Bloomberg foi contratado pelo Salomon Brothers, um grande banco de investimentos de Wall Street, passando a receber um salário de US$ 9 000 anuais. Em 1973, tornou-se sócio do banco, liderando o comércio de ações e, mais tarde, o desenvolvimento de sistemas. Na época, trabalhava durante 12 horas por dia e 6 dias por semana. Em 1981, o Salomon Brothers foi vendido e Bloomberg demitido pelos novos donos. Bloomberg não recebeu nenhuma quantia a título de rescisão, mas possuía US$ 10 milhões em patrimônio como sócio do banco.
Com tal quantia, Bloomberg fundou uma empresa chamada Innovative Market Systems (IMS), inicialmente formada por quatro pessoas. Seu plano de negócios foi baseado na percepção de que Wall Street (e a comunidade financeira em geral) estava disposta a pagar por informações comerciais de alta qualidade, entregues o mais rápido possível e com o maior número possível de formas utilizáveis, via tecnologia (por exemplo, gráficos de tendências específicas).
Bloomberg, juntamente com Thomas Secunda, Duncan MacMillan e Charles Zegar, desenvolveu e construiu um sistema computadorizado para fornecer dados do mercado financeiro em tempo real, incluindo cálculos e outras análises, às empresas de Wall Street. Os equipamentos foram chamados inicialmente de "Market Master Terminals" e mais tarde ficaram conhecidos como "Terminais Bloomberg". Em 1983, a Merrill Lynch se tornou a primeira cliente da empresa, investindo US$ 30 milhões para ajudar a financiar o desenvolvimento dos terminais, inicialmente mantendo um contrato de exclusividade com a IMS.

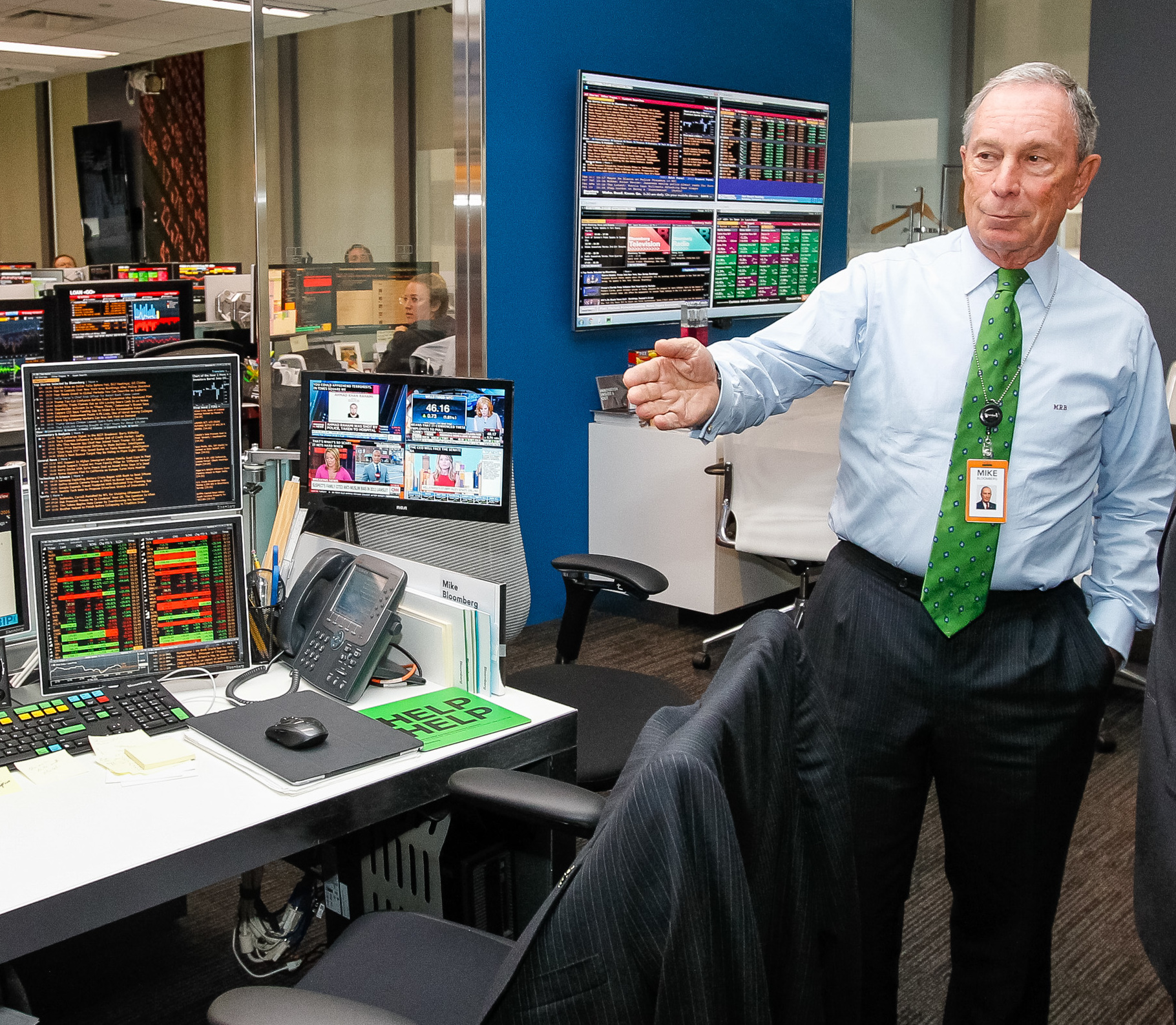
Bloomberg em sua empresa, em 2016.

A IMS foi renomeada para Bloomberg L.P. em 1986. No mesmo ano, 5 000 terminais foram instalados nos escritórios de seus clientes. Em 1990, tal número cresceu para 8 000. Em 1989, comprou de volta as ações vendidas para a Merrill Lynch, correspondentes a um terço do total, por US$ 200 milhões. Na época, a empresa valia US$ 2 bilhões. Ao longo dos anos, estabeleceu vários outros negócios e produtos, incluindo a Bloomberg News.
Em outubro de 2015, a empresa tinha mais de 325 000 terminais distribuídos em todo o mundo. O preço para manter cada terminal era de US$ 24 000 por ano, com desconto para US$ 20 000 para dois ou mais. Em 2019, Bloomberg empregava 20 000 pessoas em dezenas de locais, e era dono de 88% das ações da companhia. A empresa teve um faturamento de aproximadamente US$ 10 bilhões em 2018, sendo US$ 3 bilhões a mais que a Thomson Reuters, seu concorrente mais próximo.
A cultura empresarial foi comparada a uma fraternidade, e os funcionários se gabavam no escritório da empresa de suas façanhas sexuais. A empresa foi processada quatro vezes por funcionárias por assédio sexual, incluindo um incidente no qual uma vítima afirmou ter sido estuprada. Em um depoimento sobre o suposto estupro, Bloomberg alegou que só acreditaria em uma acusação de estupro se esta fosse apoiada pelo testemunho de "um terceiro irrepreensível".
Quando decidiu iniciar sua carreira política, Bloomberg foi substituído como CEO de sua empresa, permanecendo afastado do cargo no período de seu mandato como prefeito. No outono de 2014, anunciou que retornaria à Bloomberg L.P. como seu CEO no final daquele ano. Em 2019, com a decisão de concorrer a presidente dos Estados Unidos, deixou novamente a posição.

### Fortuna
Em 1992, Bloomberg foi listado pela revista Forbes como uma das 400 pessoas mais ricas dos Estados Unidos pela primeira vez, com um patrimônio estimado em "US$ 350 milhões ou mais". Em 1996, a Forbes estimou sua fortuna em aproximadamente US$ 1 bilhão. Em 2009, a Forbes informou que sua fortuna era de US$ 16 bilhões, um ganho de US$ 4,5 bilhões em relação ao ano anterior, o maior aumento entre os bilionários em todo o mundo em 2009. Em apenas dois anos, passou de 142.ª pessoa mais rica do mundo para a 17.ª. Nos anos seguintes, a Forbes reportou seu patrimônio em US$ 22 bilhões, US$ 31 bilhões e US$ 43,3 bilhões. Em 2020, alcançou US$ 62 bilhões, sendo a 8.ª pessoa mais rica do mundo.
Em 2022, com uma fortuna de US$ 76,8 bi, o empresário figurou em nono lugar na lista anual da Forbes dos 400 americanos mais ricos.

## Carreira política

### Prefeito de Nova Iorque

#### Eleições de 2001, 2005 e 2009

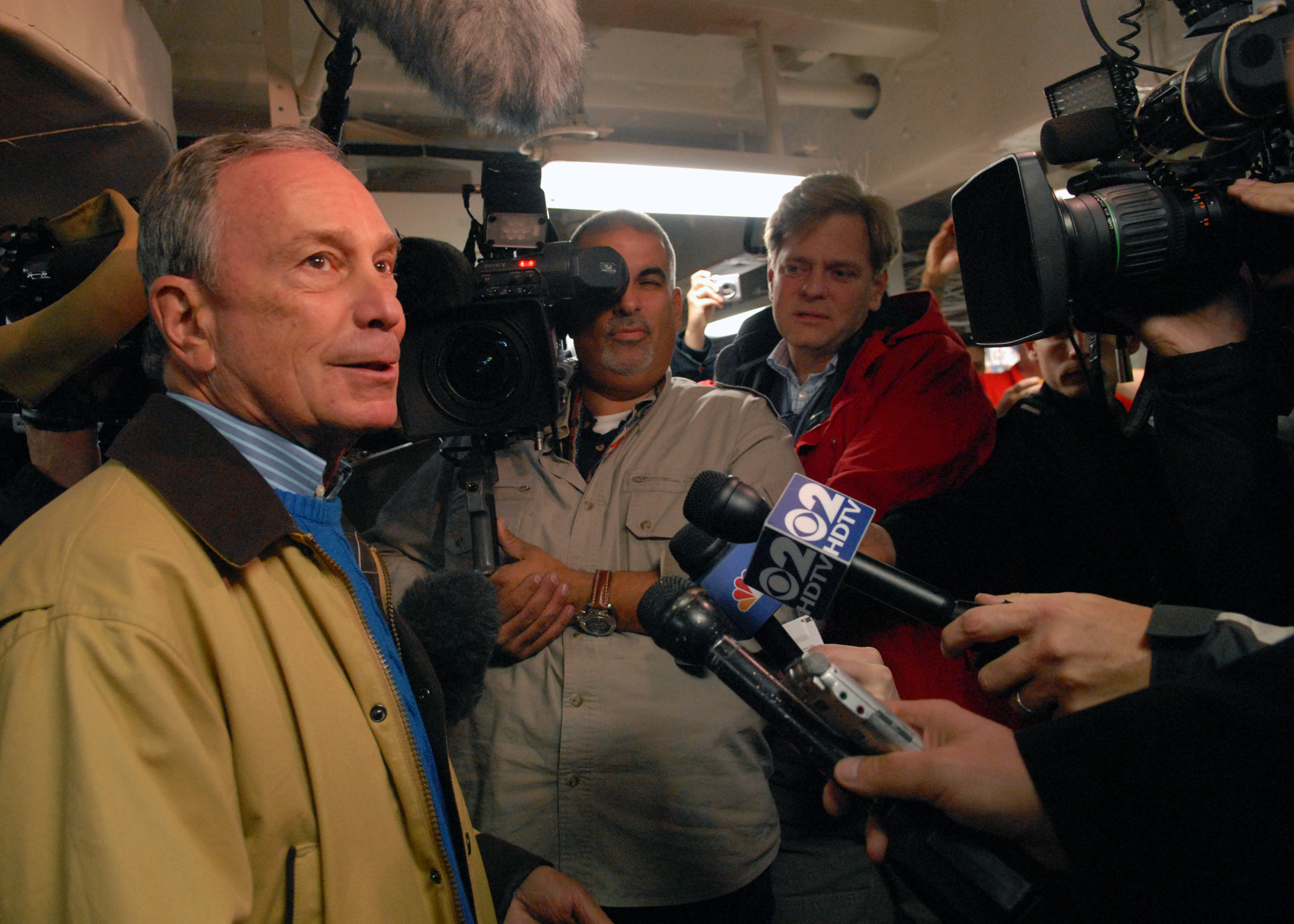
Bloomberg em novembro de 2009.

Em 2001, Bloomberg decidiu concorrer a prefeito de Nova Iorque, deixando o Partido Democrata para disputar a primária do Partido Republicano, ao qual pertencia o prefeito cessante Rudy Giuliani. Após se tornar o escolhido dos republicanos, gastou em sua campanha cerca de US$ 74 milhões de sua fortuna, apesar de inicialmente ter se comprometido a gastar não mais de US$ 30 milhões, afirmando que quantia superior seria "obscena". Seu oponente, o democrata Mark Green, era considerado favorito, mas enfrentou dificuldades financeiras e dispendeu um valor bem menor: US$ 16,5 milhões. Além disso, a campanha ocorreu durante o rescaldo dos ataques de 11 de setembro, o qual, segundo a The Economist, favoreceu a candidatura de Bloomberg, que contou com o endosso do popular prefeito Giuliani. Em 6 de novembro, foi eleito para o cargo com 50,3% dos votos, contra 47,9% de Green.
Bloomberg concorreu a um segundo mandato em 2005, enfrentando o democrata Fernando Ferrer na eleição geral. Bloomberg novamente utilizou seu patrimônio pessoal para bancar a própria candidatura, gastando US$ 85 milhões. Ao longo da campanha, enfatizou as melhorias promovidas no sistema educacional, a geração de empregos, a redução dos índices de criminalidade, dentre outros. A oposição democrata buscou ligá-lo ao presidente George W. Bush e o criticou pela quantidade de dinheiro que empregou na disputa. No entanto, era considerado o candidato favorito, vencendo a eleição com 58,4% dos votos, ante os 39% de Ferrer.
Em 2008, a Bloomberg anunciou que tentaria mudar a legislação para que fosse possível concorrer a um terceiro mandato em 2009, argumentando que a crise financeira demandava um líder como ele. O Conselho da Cidade aprovou a medida por 29 votos a 22, e as tentativas de reverter a medida foram infrutíferas. Assim, Bloomberg concorreu novamente ao cargo, mas desta vez como um candidato sem partido, embora coligado com os republicanos. O candidato escolhido pelos democratas, o controlador Bill Thompson, permaneceu atrás nas pesquisas no decorrer da campanha, durante a qual Bloomberg gastou US$ 102 milhões de sua fortuna; até então, nenhum outro político havia gasto tanto de seu patrimônio em uma campanha eleitoral. Em novembro, foi reeleito para o cargo, mas com uma diferença bem menor que a esperada: 50,6% a 46,3%. O The New York Times citou como motivos para os resultados acirrados a divisão que sua candidatura a um novo mandato causou e que sua máquina eleitoral não foi capaz de entusiasmar os eleitores, ocasionando uma das mais baixas taxas de participação em eleições municipais nos últimos anos.

#### Governo

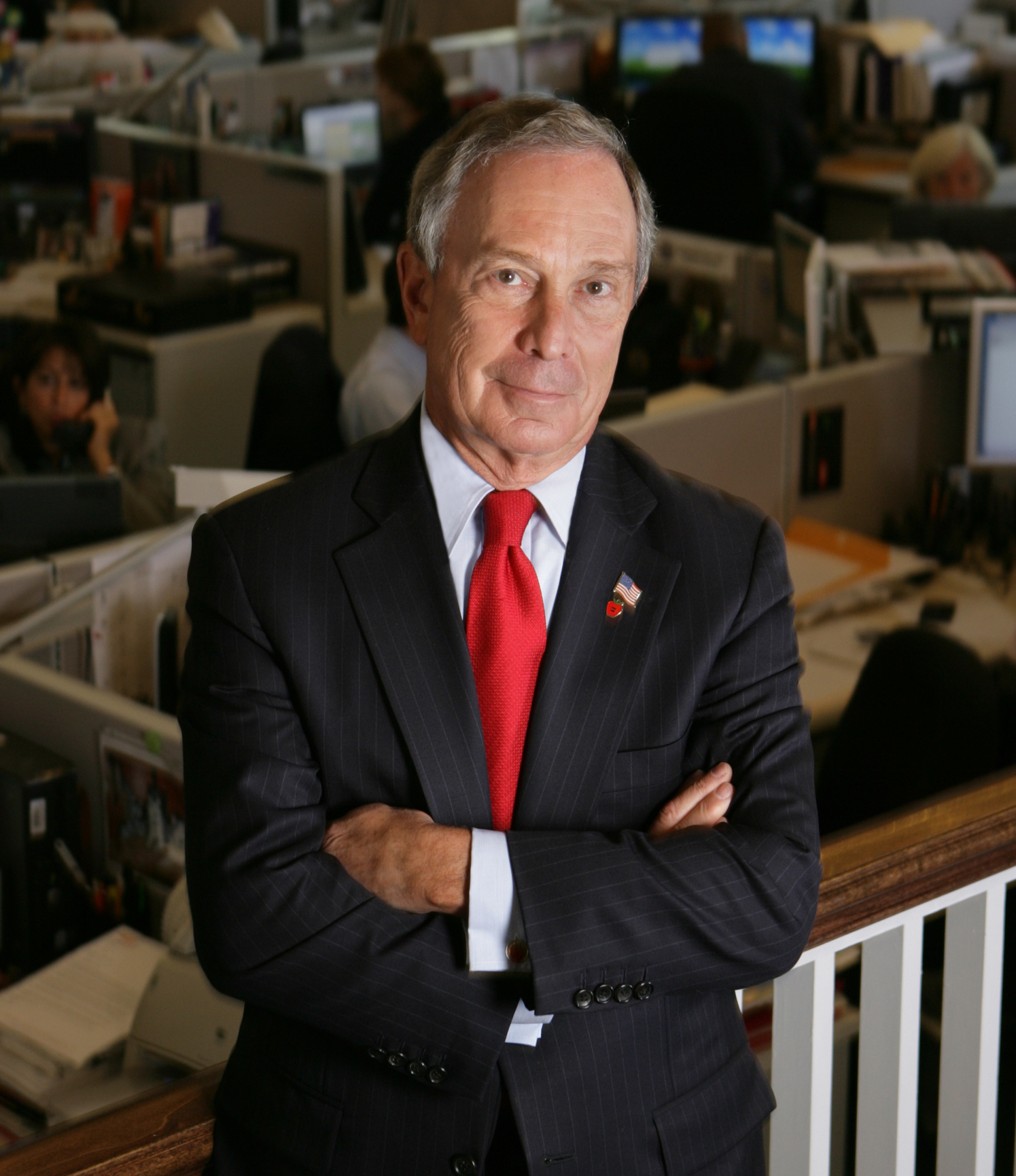
Bloomberg em 2007.

Bloomberg foi empossado como prefeito em 1.º de janeiro de 2002, assumindo o governo municipal com a cidade traumatizada pelos atentados terroristas de 11 de setembro e com o orçamento apresentando um déficit de US$ 4,7 bilhões. No discurso de posse, prometeu que reconstruiria e renovaria a cidade para que mantivesse seu título de "capital do mundo livre". Como prefeito, optou por aplicar uma abordagem estatística, baseada em resultados, nomeando assessores com base em seus conhecimentos e concedendo-lhes ampla autonomia. Também estabeleceu seu gabinete junto com dezenas de seus assessores, visando promover o controle e a acessibilidade.
Para enfrentar a crise fiscal, Bloomberg apresentou uma proposta orçamentária em 2003 que incluiu um aumento de US$ 3 bilhões em impostos, corte de gastos e de pessoal. A proposta foi vista como responsável por estabilizar as finanças da cidade, que se recuperou. O aumento de impostos continuou nos anos seguintes. Alguns críticos, entretanto, opinaram que o prefeito deveria ter apenas cortado os gastos governamentais ao invés de aumentar os impostos. Quando deixou o cargo, a cidade contava com um superávit de US$ 2,4 bilhões.
Bloomberg convenceu a Legislatura Estadual a conceder-lhe autoridade sobre o sistema de ensino público da cidade, que desde 1968 era liderada por um Conselho de Educação. Sob seu comando, as notas obtidas pelos alunos em testes e as taxas de graduação aumentaram. Apesar das relações muitas vezes tensas com os sindicatos de professores, evitou uma greve de docentes ao concluir uma negociação que previu aumento salarial em troca de aumentos na produtividade; no geral, os professores obtiveram um aumento de 43% em seus salários. Bloomberg ainda aumentou as restrições ao uso de celulares nas salas de aula, argumentando que estes distraíam os alunos, que costumavam usá-los de maneira inadequada. A medida foi controversa, em parte pois pais de alunos alegaram que os celulares eram vitais para se comunicarem com seus filhos.

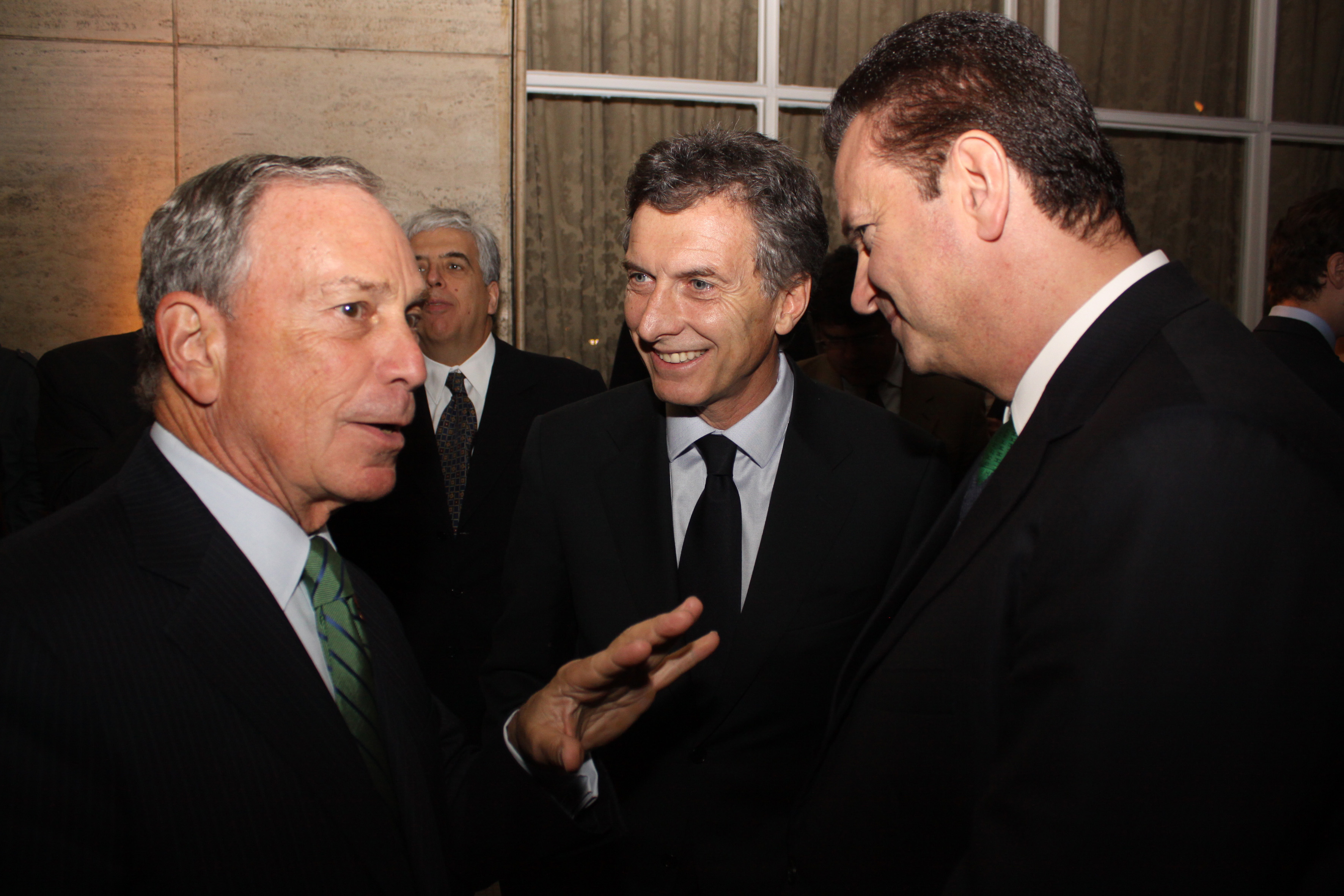
Bloomberg com os prefeitos Mauricio Macri e Gilberto Kassab, em 2011.

A redução dos crimes que começou no governo Giuliani continuou com Bloomberg, que abordou o assunto de forma mais comedida e discreta que seu antecessor. Porém, seu apoio ao programa de revistas chamado stop-and-frisk (pare-e-reviste) foi controverso. Os críticos consideravam que a medida atingia injustamente afro-americanos e latinos. Na época, Bloomberg afirmou que isso ocorria pois estes eram mais propensos a cometerem e serem vítimas de crimes violentos, que a iniciativa ajudava a manter a cidade segura e que havia sancionado uma lei que bania o perfilamento racial. O stop-and-frisk foi considerado inconstitucional por uma juíza federal e descontinuado pelo governo de seu sucessor, Bill de Blasio. Os índices de criminalidade não aumentaram na gestão de Blasio; quando se candidatou à presidência, Bloomberg admitiu que estava errado em relação ao programa.
Bloomberg adotou uma forte ênfase na saúde pública e no bem-estar, estabelecendo muitas políticas liberais. Como prefeito, fez do HIV, diabetes e hipertensão suas principais prioridades. Em 2003, implementou uma bem-sucedida proibição do uso de cigarros em todos os locais internos de trabalho, incluindo bares e restaurantes, e muitas outras cidades seguiram o exemplo. Em 2008, Bloomberg sancionou a lei que tornou Nova Iorque a primeira cidade nos EUA a proibir o uso de gordura trans em todos os restaurantes. Em 2012, anunciou um plano para restringir a venda de refrigerantes açucarados com quantidade superior a 473 ml em restaurantes, cinemas e outros locais. A medida gerou acusações de que estava promovendo um paternalismo e causando uma intromissão exagerada do governo na vida das pessoas. Embora aprovada pelo Conselho de Saúde, a proibição não foi posta em prática por ter sido derrubada pela Justiça.
Inicialmente, Bloomberg manteve índices de aprovação tão baixos quanto 24%. No entanto, posteriormente atingiu e manteve altos índices de aprovação. Entre 2006 a 2007, sua aprovação chegou a 70%, sem grandes variações entre democratas e republicanos. Em janeiro de 2014, em pesquisa conduzida pela Universidade Quinnipac, 64% dos entrevistados afirmaram que os três mandatos de Bloomberg foram "sobretudo um sucesso", e 63% consideraram que a cidade "ficou melhor". Ao avaliar seu governo, o conselho editorial do The New York Times afirmou: "[...] Nova Iorque é mais uma vez uma cidade próspera e atraente, onde, segundo Bloomberg, mais pessoas estão entrando do que saindo. Mais de 54 milhões de turistas, o maior de todos os tempos, lotaram as ruas em 2013. A taxa de criminalidade caiu, o sistema de transporte é mais eficiente, o ambiente é mais limpo". O NYT prosseguiu: "No entanto, como mostrou a eleição de Blasio, a oportunidade e a prosperidade foram distribuídas de maneira desigual. A população de rua cresceu e, para muitos outros, os salários foram muito pequenos, e os aluguéis altos". O jornal também criticou seu apoio ao stop-and-frisk e elogiou a escolha de seus assessores.

### Envolvimento político até 2019

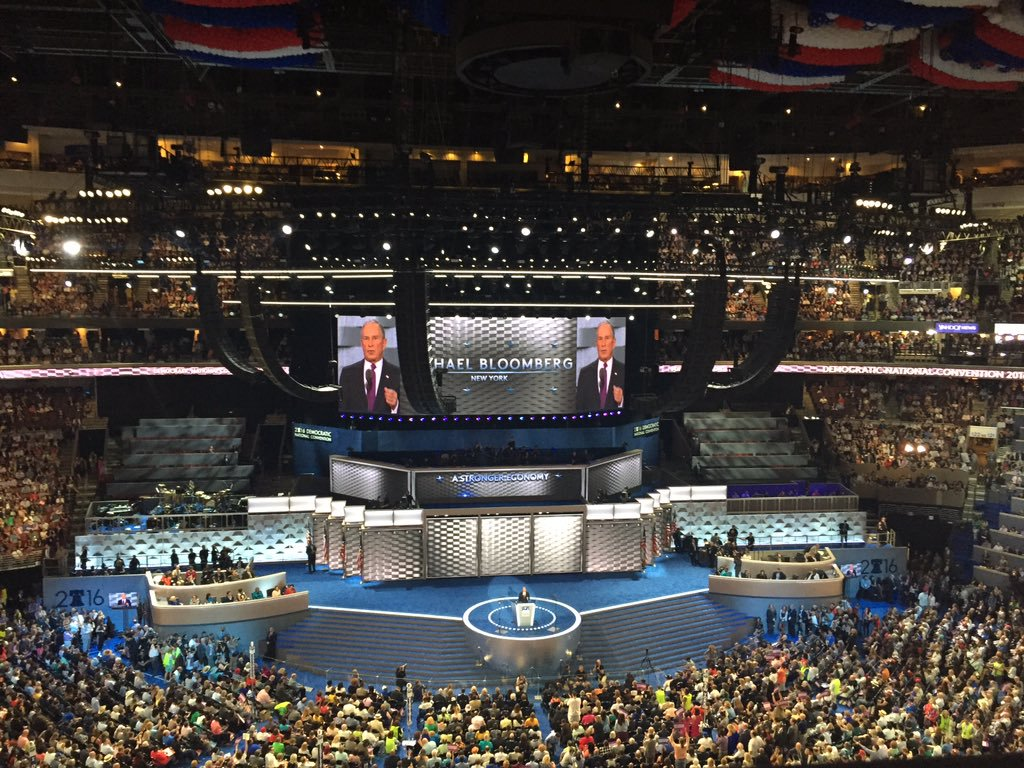
Bloomberg discursando na Convenção Nacional Democrata de 2016.

Bloomberg foi frequentemente mencionado como um possível candidato centrista para as eleições presidenciais de 2008, 2012 e 2016, bem como para vice-presidente em 2008 e governador de Nova Iorque em 2010. Bloomberg optou por não concorrer em nenhuma dessas eleições. Em 2008, não declarou publicamente apoio a nenhum presidenciável. Em novembro de 2012, logo após o Furacão Sandy, escreveu um editorial endossando a reeleição de Barack Obama como presidente, citando suas políticas relacionadas às mudanças climáticas.
Em janeiro de 2016, foi relatado que Bloomberg estava novamente considerando disputar a presidência como independente. Desta vez, porém, ele confirmou pela primeira vez que estava considerando uma candidatura. Seus partidários acreditavam que ele poderia concorrer como centrista e obter o apoio de muitos eleitores que estavam insatisfeitos com os prováveis candidatos democratas e republicanos. Entretanto, anunciou em 7 de março que não concorreria à presidência. Na Convenção Nacional Democrata, em julho, endossou a candidatura de Hillary Clinton, afirmando que seu adversário republicano Donald Trump era um "vigarista" e "demagogo perigoso".
Em 2018, Bloomberg se comprometeu a gastar US$ 80 milhões de sua fortuna para apoiar os candidatos democratas ao Congresso nas eleições de meio de mandato, com o objetivo de eleger uma maioria democrata na Câmara dos Representantes. Em um comunicado, defendeu que a liderança republicana da Câmara era "absolutamente imprudente" e falhou em governar com responsabilidade. Ao todo, seu comitê de ação política, Independence USA, transferiu US$ 112 milhões para candidatos democratas ao Senado e à Câmara, além de organizações progressistas. Bloomberg doou US$ 41 milhões para candidatos democratas em 24 distritos da Câmara — eles ganharam em 21 deles. Em outubro de 2018, anunciou sua filiação ao Partido Democrata.

### Campanha presidencial de 2020

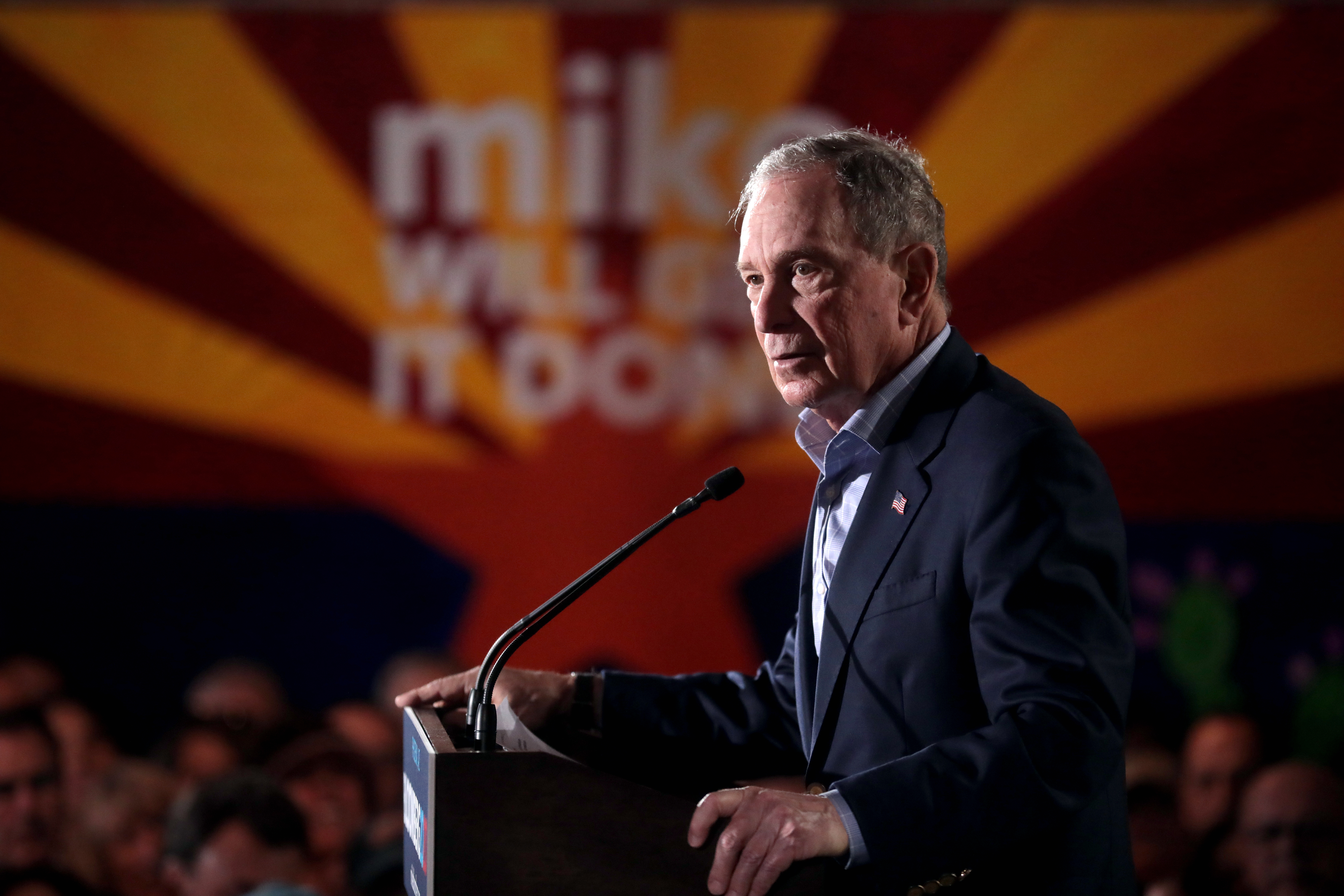
Bloomberg discursando em evento de campanha no Arizona, em fevereiro de 2020.

Em 5 de março de 2019, Bloomberg anunciou que não concorreria à presidência na eleição de 2020, encorajando o Partido Democrata a "nomear um democrata que estará na posição mais forte para derrotar Donald Trump". No entanto, devido à sua insatisfação com os pré-candidatos democratas, passou a reconsiderar sua decisão. Em 24 de novembro de 2019, anunciou oficialmente sua candidatura à nomeação democrata a presidente, declarando: "Estou concorrendo à Presidência para derrotar Donald Trump e reconstruir a América. Não podemos permitir mais quatro anos de ações imprudentes e antiéticas do presidente Trump".
Bloomberg optou por autofinanciar sua campanha e não aceitar doações de pessoas ou empresas. Nos meses de dezembro de 2019 e janeiro de 2020, gastou cerca de US$ 464 milhões, uma média de US$ 7 milhões por dia. O valor era superior ao utilizado juntos por Clinton e Bernie Sanders durante as primárias do partido em 2016. Até o início de fevereiro, Bloomberg havia expendido US$ 250 milhões em anúncios na televisão e US$ 40 milhões em anúncios no Google e no YouTube. De janeiro até 18 de fevereiro, 69% dos anúncios vinculados pelo Facebook foram comissionados por Bloomberg, contra 12% de Trump e 7% de Sanders.
Adotando uma estratégia inédita, Bloomberg, após concluir que não haveria tempo hábil para disputar as primárias iniciais, focou nos estados da Super Terça, cuja votação no início de março representava 33% do número total de delegados. Ele buscou se apresentar como uma opção moderada e viável, com maiores chances de derrotar Trump, a quem chamou de "palhaço". Bloomberg passou a crescer nas pesquisas de opinião assim que anunciou sua candidatura, e em meados de fevereiro chegou aos 20% na média das pesquisas nacionais, de acordo com a The Economist. Um mês antes, o mesmo agregador de pesquisas indicava-o com 5%. Com a subida nas intenções de votos, outros pré-candidatos democratas o criticaram, citando o alto valor que destinou para sua campanha e acusações de misoginia e racismo. Porém, desistiu de sua campanha em 4 de março após obter maus resultados nas prévias da Super Terça, um grupo de estados que Bloomberg gastou mais de US$ 500 milhões. No mesmo dia, declarou apoio a Joe Biden, afirmando que era quem teria mais chances de derrotar Trump.

## Filantropia

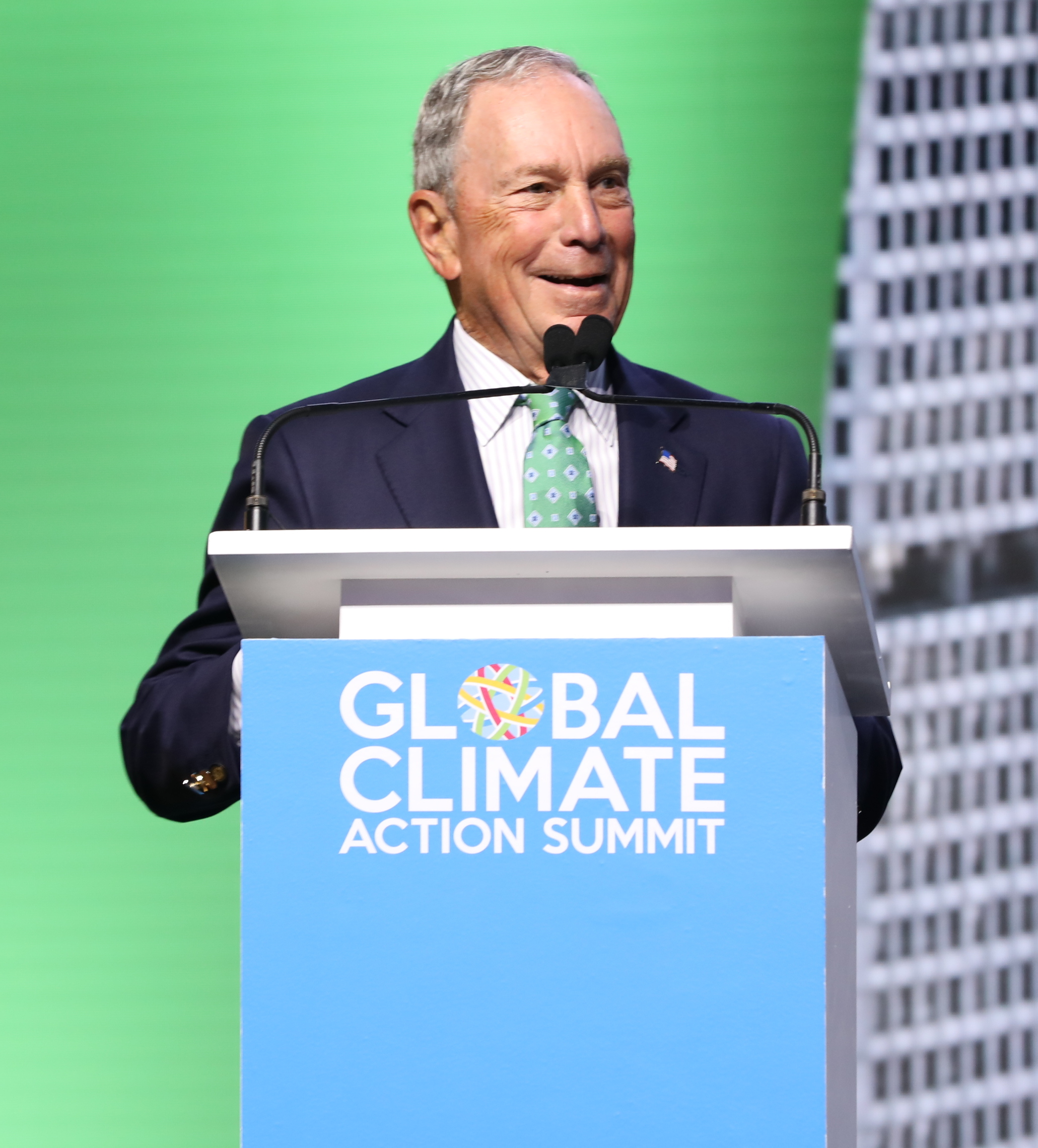
Bloomberg discursando na Cúpula Global de Ação Climática, em 2018.

Enquanto trabalhava em sua empresa, Bloomberg doou grande parte de sua fortuna para pesquisas médicas, educação e artes, além de integrar os conselhos de administração de várias instituições de caridade, culturais e educacionais. Em 2006, fundou a Bloomberg Philanthropies, com cinco áreas principais de atuação: saúde pública, artes, inovação governamental, meio ambiente e educação. Em 2010, assinou o The Giving Pledge, se comprometendo a destinar ao menos metade de seu patrimônio para a caridade. Desde 1997, doou US$ 9,5 bilhões para causas que apoia. Em 2019, foi incluído na lista da The Chronicle of Philanthropy como o norte-americano que mais fez doações monetárias naquele ano, tendo doado US$ 3,3 bilhões.
Bloomberg é um ambientalista e defendeu políticas para combater as mudanças climáticas. Em 2014, foi designado pelo secretário-geral da ONU, Ban Ki-moon, como o primeiro Enviado Especial para as Cidades e as Mudanças Climáticas, tendo como função auxiliar as Nações Unidas a trabalhar com cidades para evitar as mudanças climáticas. Até 2019, havia doado US$ 278,9 milhões para causas relacionadas ao meio-ambiente e ao combate às mudanças climáticas. Bloomberg também expressou preocupação com a violência armada, fundando o grupo Everytown for Gun Safety, com o objetivo de aumentar a consciência do público e dos políticos sobre o assunto e "promover esforços para manter as armas fora das mãos dos criminosos".
Em 1965, Bloomberg fez sua primeira doação, de US$ 5, para a Universidade Johns Hopkins, sua alma mater. Até 2019, doou US$ 3,3 bilhões para a universidade, tornando-se o maior doador para uma instituição de ensino dos Estados Unidos. Outras instituições de ensino e culturais que receberam suas contribuições incluem a Universidade Cornell (US$ 100 milhões, em 2015), o Museu de Ciências de Boston (US$ 50 milhões em 2016) e a Universidade Harvard (US$ 32 milhões em 2016). O montante transferido para tais instituições até 2018 foi de US$ 520 milhões.
Bloomberg também destinou parte de sua fortuna para patrocinar pesquisas médicas. Ele doou cerca de US$ 1 bilhão à Organização Mundial da Saúde (OMS) para promover esforços contra o tabaco. Em 2016, assumiu o posto de embaixador global da OMS para o combate a doenças não transmissíveis, sendo incumbido de mobilizar líderes do setor privado e políticos a ajudar a instituição a reduzir as mortes ocasionadas por doenças evitáveis, acidentes de trânsito, tabaco, obesidade e álcool. Em levantamento do The New York Times, a quantia transferida por Bloomberg para instituições voltadas para a "saúde e segurança" até 2018 foi de US$ 1,4 bilhão.

## Vida pessoal

### Família e relacionamentos

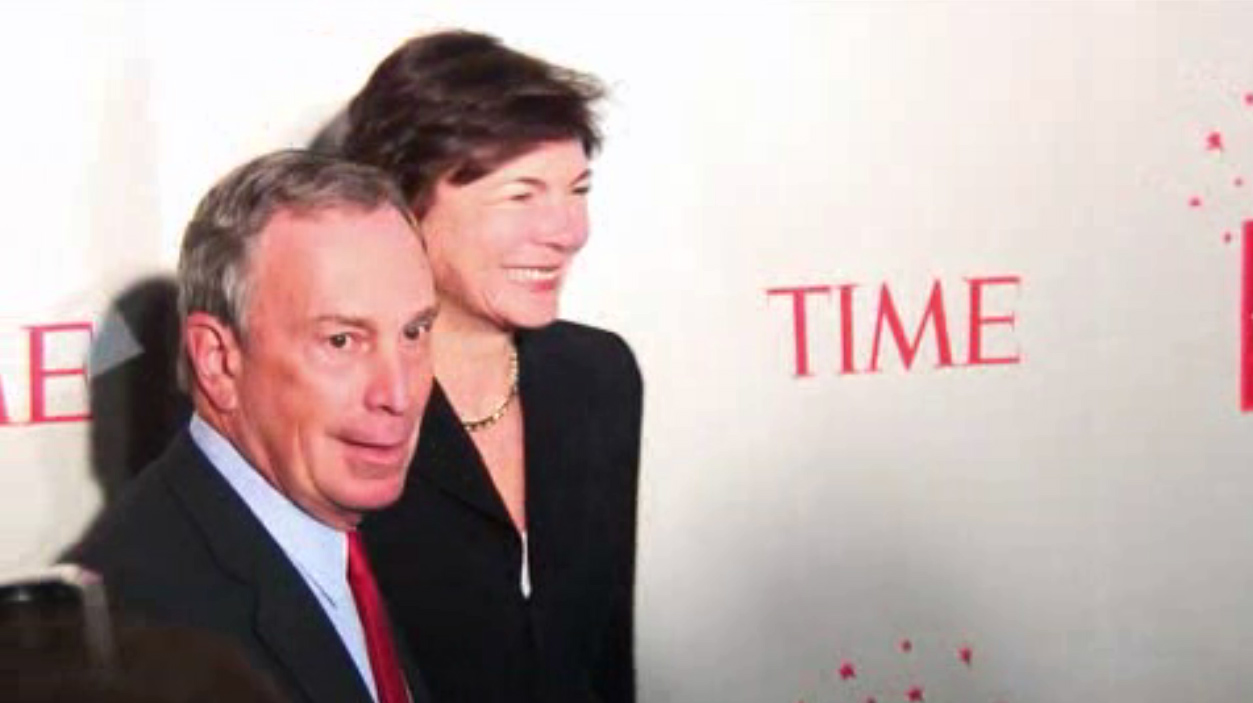
Bloomberg com Diana Taylor, sua companheira desde 2000.

Em 1975, Bloomberg casou-se com Susan Elizabeth Barbara Brown, uma britânica de Yorkshire. Eles tiveram duas filhas: Emma (nascida em 1979) e Georgina (nascida em 1983). Emma trabalhou em uma instituição sem fins lucrativos, enquanto Georgina desenvolveu uma carreira como equestre. Bloomberg e Brown se divorciaram em 1993; ele declarou que a considera sua "melhor amiga". Desde 2000, vive com Diana Taylor, ex-superintendente dos bancos do estado de Nova Iorque.

### Hábitos

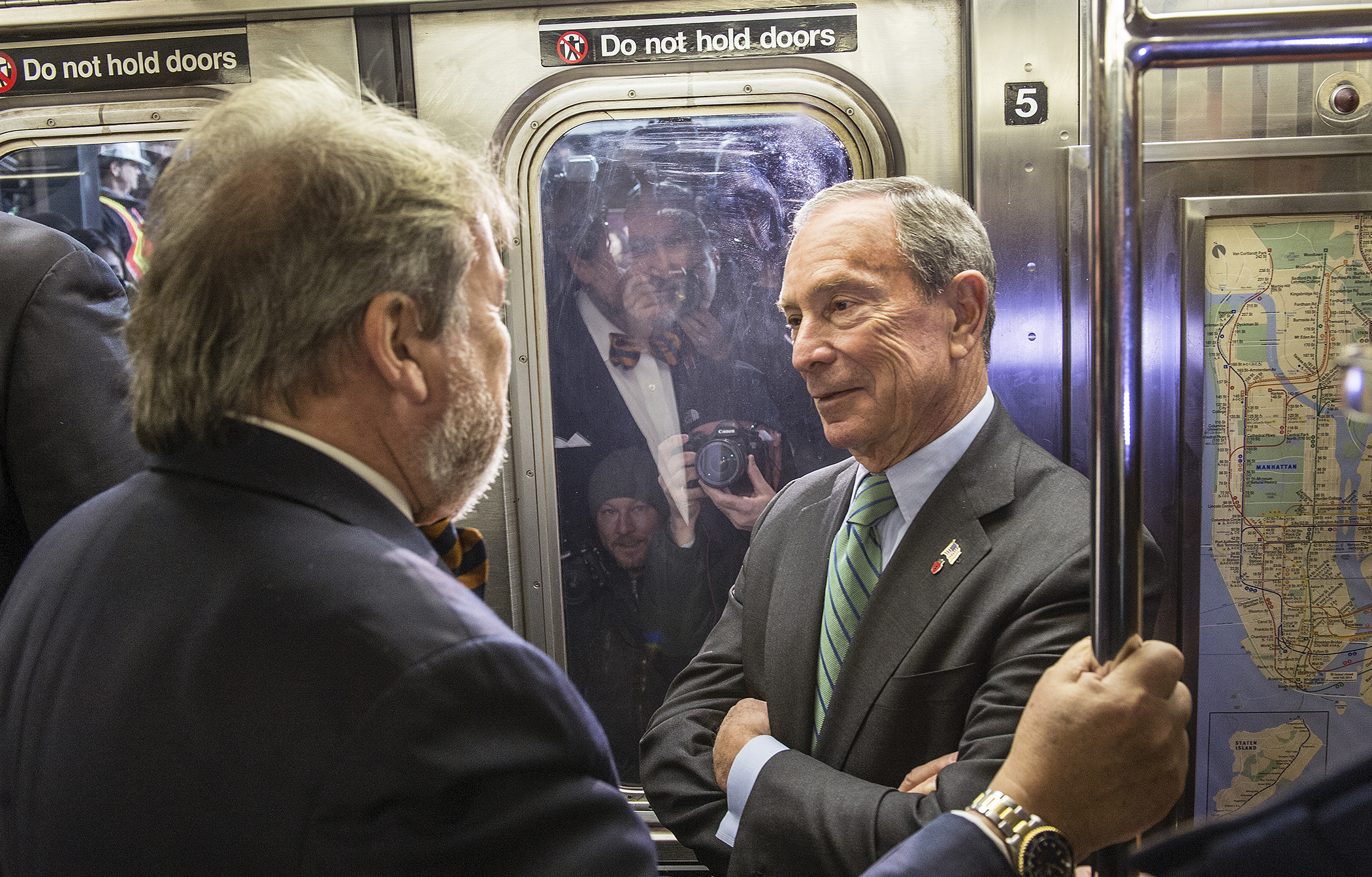
Bloomberg no metrô de Nova Iorque, em 2013.

Ao longo de sua carreira empresarial, Bloomberg fez inúmeras declarações que foram consideradas ofensivas, depreciativas, sexistas ou misóginas. Enquanto trabalhava em Wall Street nas décadas de 1960 e 1970, afirmou em sua autobiografia de 1997 que tinha "uma namorada em todas as cidades". Em várias ocasiões, comentou "I'd do her" ("eu faria ela", em tradução livre) em relação a certas mulheres, algumas das quais colegas de trabalho ou empregadas. Mais tarde, afirmou que quando dizia isso significava que poderia ter um relacionamento íntimo com a mulher. Em 2018, sua assessoria afirmou que ele lamentava ter feito comentários "desrespeitosos" sobre mulheres.
Durante seu mandato como prefeito, Bloomberg morou em sua própria casa, no Upper East Side de Manhattan, em vez da Gracie Mansion, a residência oficial do prefeito. Em 2013, possuía 13 propriedades em vários países do mundo, incluindo uma mansão georgiana de US$ 20 milhões em Southampton, Nova Iorque. Em 2015, adquiriu por US$ 25 milhões a casa que pertenceu ao escritor George Eliot, localizada em Chelsea, Londres, sendo considerada uma propriedade histórica. Bloomberg e suas filhas são donos de casas nas Bermudas e ficam no país com frequência.
Bloomberg afirmou que, durante seu período como prefeito, andava diariamente no metrô da cidade de Nova Iorque, principalmente no trajeto de sua casa na 79th Street até seu escritório na prefeitura. Nesta mesma época, fez participações especiais nos filmes The Adjustment Bureau e New Year's Eve, além de episódios de 30 Rock, Curb Your Enthusiasm, The Good Wife e dois episódios de Law & Order. Bloomberg também é um piloto privado, possuindo numerosas aeronaves.